# Nikaragua na Letnich Igrzyskach Olimpijskich 1996
Nikaraguę na Letnich Igrzyskach Olimpijskich 1996 reprezentowało 26 zawodników: 25 mężczyzn i jedna kobieta. Był to 7 start reprezentacji Nikaragui na letnich igrzyskach olimpijskich.

## Skład kadry

### Baseball
Mężczyźni
- Bayardo Davila, Martín Aleman, Norman Cardozo, Oswaldo Mairena, Nemesio Porras, José Luis Quiroz, Carlos Alberto Berrios, Sandy Moreno, Omar Obando, José Ramon Padilla, Fredy Zamora, Julio César Osejo, Eduardo Bojorge, Asdrudes Flores, Anibal Vega, Erasmo Baca, Luis Daniel Miranda, Fredy Corea, Jorge Luis Avellan, Henry Roa – 4. miejsce,

### Judo
Mężczyźni
- Ricky Dixon – waga do 78 kg – 13. miejsce,
- Arnulfo Betancourt – waga powyżej 95 kg – 13. miejsce

### Lekkoatletyka
Mężczyźni
- William Aguirre – maraton – 99. miejsce,

Kobiety
- Marta Portoblanco – bieg na 5000 m – odpadła w eliminacjach,

### Pływanie
Mężczyźni
- Walter Soza
  - 200 m stylem motylkowym – 36. miejsce,
  - 200 m stylem zmiennym – 20. miejsce,
  - 400 m stylem zmiennym – 22. miejsce

### Strzelectwo
Mężczyźni
- Walter Martínez – karabin pneumatyczny 10 m – 44. miejsce